# Vincenzo Maria Altieri
Vincenzo Maria Altieri (Roma, 24 novembre 1724 – Roma, 10 febbraio 1800) è stato un cardinale italiano.

## Biografia

### La famiglia
Vincenzo Maria Altieri nacque a Roma il 24 novembre 1724, figlio terzogenito del Principe Girolamo Altieri, e della Nobildonna Maria Maddalena Borromeo. Suoi fratelli e sorelle erano Maria Caterina, Elimio Carlo, Maria Teresa, Angelo, Maria Luisa, Carlo e Maria Camilla. Egli fu zio dei cardinali Alessandro Mattei (1779) e Lorenzo Girolamo Mattei (1833). A sua volta egli era nipote dei cardinali Lorenzo Altieri (1690) e Giambattista Altieri, iuniore (1724). Suo prozio fu il cardinale Paluzzo Paluzzi Altieri degli Albertoni (1664).

### L'inizio della carriera ecclesiastica
Gli Altieri, famiglia strettamente legata alla curia romana ed alle carriere ecclesiastiche, inviò subito il piccolo Vincenzo Maria ad intraprendere questa professione e come tale il 3 ottobre 1743 questi già si trovava protonotario apostolico partecipante, prendendo possesso effettivo della carica il 24 agosto 1747, entrando così a far parte della prelatura romana con il titolo annesso di referendario del tribunale della Segnatura Apostolica e di prelato della Sacra Congregazione per il Concilio. Vice-legato ad Urbino nel dicembre del 1753, dall'11 novembre 1756 divenne anche vice-legato in Romagna e governatore di Ancona dal gennaio del 1758. Chierico della Camera Apostolica dal giugno del 1764, prese possesso dell'incarico dal gennaio dell'anno successivo quando fece ritorno a Roma ed ottenne anche il ruolo di presidente delle carceri dello Stato Pontificio e della zecca di stato (incarico che mantenne sino al 1766). 
Divenne membro dell'Accademia liturgica dove, nel 1766, tenne un discorso sull'origine e la congruenza della festività del Corpus Domini, mettendo in risalto le proprie conoscenze teologiche. Presidente della Congregazione delle Acque e delle Ripe (gennaio 1767-1775), nel 1771, su richiesta di papa Clemente XIV, si occupò di rifornire Roma che era a serio rischio di crisi per la mancanza di grano. Presidente della Grascia (ramo della burocrazia romana che amministrava l'approvvigionamento di carni, grassi e olio) dall'aprile del 1775, dal maggio del 1776 divenne Prefetto della Casa Pontificia. Nel dicembre 1776 ottenne il titolo di Abate commendatario di San Girolamo presso Ferrara e dal dicembre del 1779 anche quello di San Benedetto di Gualdo.

### Il cardinalato
Papa Pio VI lo elevò al rango di cardinale in pectore nel concistoro del 23 giugno 1777, venne pubblicato l'11 dicembre 1780, ricevendo il 14 dicembre di quello stesso anno la berretta cardinalizia e la diaconia di San Giorgio in Velabro il 2 aprile 1781.
In breve tempo venne ascritto come membro delle sacre congregazioni per i vescovi ed i regolari, del concilio, delle acque e del buon governo. Protettore dell'Ordine dei Chierici Regolari Minori dal gennaio del 1783, ottenne il protettorato anche di numerosi monasteri, città, chiese, arciconfraternite, università e collegi. Sempre papa Pio VI lo nominò abate commendatario delle abbazie dei Santi Fidenzio e Terenzio e di Sant'Illuminata nella diocesi di Todi, di San Nicola in quella di Ferrara nonché di Sant'Agata a Lugo. Nel 1784, divenne membro della commissione di cardinali creatasi per provvedere ai danni dell'alluvione che aveva investito Nera e Velino. 
Optò dunque per la diaconia di Sant'Angelo in Pescheria (23 aprile 1787), passando a quella di Sant'Eustachio il 10 marzo 1788. Il 12 settembre 1794 passò alla diaconia di Santa Maria in Via Lata e divenne contestualmente Cardinale Protodiacono. Camerlengo del Sacro Collegio dei Cardinali dal 29 gennaio 1798, rimase in carica sino alla sua rinuncia al cardinalato. 
Roma venne occupata nel febbraio del 1798 dalle truppe napoleoniche che vi installarono la Repubblica Romana. Papa Pio VI venne inviato in Francia come prigioniero e nel contempo il cardinale Altieri si ammalò gravemente. Sotto pesanti pressioni, viste le sue condizioni di salute, venne mantenuto in prigionia nell'antico monastero delle convertite ma, al momento della sua deportazione, venne costretto a rinunciare al cardinalato come già aveva fatto il cardinale Tommaso Antici. Il 12 marzo 1798 scrisse al papa che si trovava a Siena dando le proprie dimissioni dal ruolo di principe della chiesa, dopo essersi consultato col teologo padre Flaminio da Latera e il reggente di S. Agostino padre Carabelloni, che espressero parere favorevole per la sua incolumità. Dopo aver cercato invano di dissuadere il cardinale dalle sue intenzioni, il papa, riluttante, accettò le dimissioni dell'Altieri con un breve datato 8 febbraio 1800, su consiglio del cardinale Leonardo Antonelli. 
Sempre più pesantemente malato e debole, cercò negli ultimi giorni di vita di ritrattare la sua posizione vedendo come ormai Roma pareva essere tornata nelle mani del pontefice, ma morì due giorni più tardi, il 10 febbraio 1800. Il papa, comprendendo le posizioni del moribondo ed il suo fervore per la chiesa in pericolo, dispose che la sua salma venisse esposta alla pubblica venerazione nella chiesa di Santa Maria sopra Minerva a Roma e che gli fosse data degna sepoltura come cardinale nella cappella Altieri in quella stessa cappella.

## Ascendenza
|                                                  |                                           |                                             | Genitori                                     |  |  | Nonni |  |  | Bisnonni                                                 |  |  | Trisnonni                                |  |
|                                                  |                                           |                                             |                                              |  |  |       |  |  | Angelo Paluzzi Albertoni Altieri, III marchese di Rasina |  |  | Antonio Albertoni, II marchese di Rasina |  |
|                                                  |                                           |                                             |                                              |  |  |       |  |  | Angelo Paluzzi Albertoni Altieri, III marchese di Rasina |  |  | Antonio Albertoni, II marchese di Rasina |  |
|                                                  |                                           | Laura di Carpegna                           |                                              |  |  |       |  |  | Angelo Paluzzi Albertoni Altieri, III marchese di Rasina |  |  |                                          |  |
| Gaspare Altieri, I principe di Oriolo            |                                           |                                             |                                              |  |  |       |  |  | Angelo Paluzzi Albertoni Altieri, III marchese di Rasina |  |  |                                          |  |
|                                                  |                                           | Vittoria Parabiacca                         | …                                            |  |  |       |  |  |                                                          |  |  |                                          |  |
|                                                  |                                           | Vittoria Parabiacca                         | …                                            |  |  |       |  |  |                                                          |  |  |                                          |  |
|                                                  |                                           | Vittoria Parabiacca                         | …                                            |  |  |       |  |  |                                                          |  |  |                                          |  |
| Girolamo Antonio Altieri, III principe di Oriolo |                                           | Vittoria Parabiacca                         |                                              |  |  |       |  |  |                                                          |  |  |                                          |  |
|                                                  |                                           | Antonio Maria Altieri, nobile romano        | Orazio Altieri, nobile romano                |  |  |       |  |  |                                                          |  |  |                                          |  |
|                                                  |                                           | Antonio Maria Altieri, nobile romano        | Orazio Altieri, nobile romano                |  |  |       |  |  |                                                          |  |  |                                          |  |
|                                                  |                                           | Antonio Maria Altieri, nobile romano        | Anne du Blioul                               |  |  |       |  |  |                                                          |  |  |                                          |  |
| Laura Caterina Altieri, nobile romana            |                                           | Antonio Maria Altieri, nobile romano        |                                              |  |  |       |  |  |                                                          |  |  |                                          |  |
|                                                  |                                           | Maria Virginia di Carpegna                  | Francesco Maria, conte di Carpegna           |  |  |       |  |  |                                                          |  |  |                                          |  |
|                                                  |                                           | Maria Virginia di Carpegna                  | Francesco Maria, conte di Carpegna           |  |  |       |  |  |                                                          |  |  |                                          |  |
|                                                  |                                           | Maria Virginia di Carpegna                  | Marzia Spada di Collescipoli                 |  |  |       |  |  |                                                          |  |  |                                          |  |
| Vincenzo Maria Altieri                           |                                           | Maria Virginia di Carpegna                  |                                              |  |  |       |  |  |                                                          |  |  |                                          |  |
|                                                  | Renato II Borromeo, IV marchese di Angera | Carlo III Borromeo, III marchese di Angera  |                                              |  |  |       |  |  |                                                          |  |  |                                          |  |
|                                                  | Renato II Borromeo, IV marchese di Angera | Carlo III Borromeo, III marchese di Angera  |                                              |  |  |       |  |  |                                                          |  |  |                                          |  |
|                                                  | Renato II Borromeo, IV marchese di Angera | Isabella d'Adda                             |                                              |  |  |       |  |  |                                                          |  |  |                                          |  |
| Carlo Borromeo Arese, VI marchese di Angera      | Renato II Borromeo, IV marchese di Angera |                                             |                                              |  |  |       |  |  |                                                          |  |  |                                          |  |
|                                                  |                                           | Giulia Arese                                | Bartolomeo III Arese, conte di Castel Lambro |  |  |       |  |  |                                                          |  |  |                                          |  |
|                                                  |                                           | Giulia Arese                                | Bartolomeo III Arese, conte di Castel Lambro |  |  |       |  |  |                                                          |  |  |                                          |  |
|                                                  |                                           | Giulia Arese                                | Lucrezia Homodei                             |  |  |       |  |  |                                                          |  |  |                                          |  |
| Maria Maddalena Borromeo Arese                   |                                           | Giulia Arese                                |                                              |  |  |       |  |  |                                                          |  |  |                                          |  |
|                                                  |                                           | Maffeo Barberini, II principe di Palestrina | Taddeo Barberini, I principe di Palestrina   |  |  |       |  |  |                                                          |  |  |                                          |  |
|                                                  |                                           | Maffeo Barberini, II principe di Palestrina | Taddeo Barberini, I principe di Palestrina   |  |  |       |  |  |                                                          |  |  |                                          |  |
|                                                  |                                           | Maffeo Barberini, II principe di Palestrina | Anna Colonna                                 |  |  |       |  |  |                                                          |  |  |                                          |  |
| Camilla Barberini                                |                                           | Maffeo Barberini, II principe di Palestrina |                                              |  |  |       |  |  |                                                          |  |  |                                          |  |
|                                                  |                                           | Olimpia Giustiniani                         | Andrea Giustiniani, I principe di Bassano    |  |  |       |  |  |                                                          |  |  |                                          |  |
|                                                  |                                           | Olimpia Giustiniani                         | Andrea Giustiniani, I principe di Bassano    |  |  |       |  |  |                                                          |  |  |                                          |  |
|                                                  |                                           | Olimpia Giustiniani                         | Anna Maria Flaminia Pamphili                 |  |  |       |  |  |                                                          |  |  |                                          |  |
|                                                  |                                           | Olimpia Giustiniani                         |                                              |  |  |       |  |  |                                                          |  |  |                                          |  |